# The Lost Vikings 2
The Lost Vikings 2 (с англ. — «Потерянные викинги 2») — видеоигра в жанре платформер, разработанная студией Blizzard Entertainment и изданная компанией Interplay для игровой приставки SNES в 1997 году. Версия для PlayStation, Saturn и персональных компьютеров была разработана студией Beam Software и выпущена под названием Norse by Norsewest: The Return of the Lost Vikings. Игра является сиквелом The Lost Vikings. Также планировался порт на игровую консоль 3DO Interactive Multiplayer, но он так и не вышел в свет.
Игровой процесс The Lost Vikings 2 повторяет механику первой части: игроку предстоит управлять тремя персонажами, каждый из которых имеет уникальные способности, и таким образом, уровни возможно пройти только совместными усилиями героев.
The Lost Vikings 2 получила в основном позитивные отзывы от игровой прессы. Из достоинств критики отмечали игровой процесс, визуальный стиль и музыку, но к недостаткам относили управление и прохождение. В отличие от первой части, игре не удалось достигнуть высокой популярности.

## Игровой процесс

Один из первых уровней игры (версия для ПК). Как и в первой части, игроку предстоит управлять тремя викингами, каждый из которых обладает уникальными способностями

Геймплей устроен таким образом, что решение загадок и прохождение уровня возможны только при комбинации способностей каждого из персонажей. Каждый уровень игры представляет собой замкнутую локацию с расположенными на ней загадками, монстрами, бонусами и инвентарём, который может использоваться игроком для прохождения зоны. Цель игрока — вывести всех троих живыми к концу уровня (в основном надо ещё собрать три предмета). Если хотя бы один из персонажей по пути к выходу гибнет, уровень придётся проходить с самого начала. Каждому уровню присвоен уникальный 4-значный пароль, который сообщается игроку в начале уровня. Таким образом пароль, допускающий к следующему уровню, становится известен только после прохождения текущего.
Нужно отметить, что от некоторых ловушек викинги не умирают сразу, как это было в первой части, а лишь теряют одно очко здоровья (например, если попадут под огонь). Скорее всего, это объясняется снятыми с робота гаджетами.
В игре также имеется секретный режим, дающий персонажам одну или две дополнительные способности. Например, Скорч может делать неограниченное количество взмахов крыльями в полёте, а Балеог — совершать прыжки на короткие расстояния. Вызывается этот режим, если Эрик погибнет на первом уровне игры, что возможно единственным способом — если он разобьётся от удара о землю после реактивного прыжка с поднятого щита Олафа в углубление в центре уровня.

## Сюжет

### Персонажи
К уже известным Олафу, Балеогу и Эрику прибавилось два новых персонажа. Но управлять одновременно всеми невозможно, на каждом уровне доступно фиксировано три персонажа. Отсутствие четвёртого и пятого будет объясняться неполадками в машине времени, неправильным прочтением заклинания телепортации и тому подобного. Старые персонажи тоже подверглись некоторым изменениям благодаря гаджетам, отобранным у робота в начале игры.
- Эрик Неуловимый (англ. Erik The Swift) — викинг с неестественно красными волосами. Быстрее других викингов, прыгун. В The Lost Vikings 2 может включать реактивные ботинки в прыжке (получается двойной прыжок). По-прежнему разбивает предназначенные для этого блоки головой (во второй части он при этом действительно ускоряется). Может разбивать блоки над собой ударом головой в прыжке, используя реактивные ботинки. Благодаря герметичному шлему умеет плавать.
- Олаф Толстый (англ. Olaf The Stout) — полный викинг, думающий, в основном, о еде. Всегда ходит с щитом, используя его в двух положениях: перед собой (защищает себя и всех остальных персонажей) и над головой (чтобы планировать или использовать как поверхность, по которой могут ходить другие персонажи, или же защищаться от опасностей сверху). Во второй части может уменьшаться и проходить в предназначенные для этого проходы. Планируя, может подкидывать себя, пуская газы (максимум один раз за полёт). Пуская газы, может разрушать блоки под собой.
- Балеог Свирепый (англ. Baleog The Fierce) — свирепый викинг, вооружённый бионической рукой и световым мечом. Рука выстреливается (на цепи) на фиксированную длину; ей можно бить врагов, брать предметы, ломать мишени и раскачиваться на специальных креплениях.
- Фанг (англ. Fang) — волк из Трансильвании. Способен карабкаться по стенам. Вцепившись в стену, сползает вниз, но прыжками может забраться повыше. Умеет бить лапой.
- Скорч (англ. Scorch) — небольшой дракон. Умеет плеваться огнём, планировать и летать (максимум 4 взмаха за полёт).

### История
Сюжет продолжает первую часть. В The Lost Vikings 2 оскорблённый поражением Томатор находит викингов, плывущих, на корабле, и телепортирует их в своё время к роботу-конвоиру. Из-за сбоя системы, гаснет свет, и пленники, пользуясь случаем, нападают на растерянного робота и примеряют его детали на себя. Потом один из викингов — вечно голодный Олаф — нажимает на кнопку «Запуск» на машине времени, подумав, что там было написано «Закуска». Викинги стали искать способ вернуться в своё время и победить Томатора.

## Разработка и выход игры
Игра разрабатывалась совместными усилиями компаний Blizzard Entertainment и Beam Software, создававшие сиквел для SNES и для PlayStation, Saturn, персональных компьютеров соответственно. Игра задумывалась как прямое продолжение первой части, заимствует множество особенностей предшественника и продолжает сюжет. Тем не менее, во второй части присутствуют различные нововведения в игровом процессе, в частности новые персонажи и улучшенные их способности, а также необходимость собирать различные предметы для завершения уровней, однако стиль и юмор оригинальной игры был сохранён: на протяжении сюжета встречаются забавные шутки викингов и отсылки к популярным медиафраншизам.
Релиз состоялся весной 1997 года. Издание для SNES было выпущено под названием The Lost Vikings 2, в то время как портированная версия для PlayStation, Saturn и ПК — Norse by Norsewest: The Return of the Lost Vikings (в Европе игра вышла под названием The Lost Vikings 2: Norse by Norsewest), которая отличалась от версии для SNES трёхмерной графикой (но всё так же с боковым сайд-скроллингом), улучшенным звуком, присутствием CGI-видеороликов и некоторыми изменениями в строении уровней. В этой версии также присутствует озвучивание персонажей актёрами: Эрика озвучил Роб Полсен, Балеога и Фанга — Джефф Беннетт, Олафа и Томатора — Джим Каммингс, а Скорча — Фрэнк Уэлкер.
На E3 1995 также был представлен порт для 3DO Interactive Multiplayer, но он впоследствии был отменён.

## Оценки и мнения
| Сводный рейтинг       | Сводный рейтинг | Сводный рейтинг | Сводный рейтинг | Сводный рейтинг | Сводный рейтинг |
| Издание               | Оценка          | Оценка          | Оценка          | Оценка          | Оценка          |
| Издание               | DOS             | PC              | PS              | Saturn          | SNES            |
| --------------------- | --------------- | --------------- | --------------- | --------------- | --------------- |
| GameRankings          |                 | 66,50 %         | 68 %            | 73,70 %         | 74,10 %         |
| MobyRank              |                 | 74/100          | 78/100          |                 |                 |
| Иноязычные издания    |                 |                 |                 |                 |                 |
| Издание               | Оценка          | Оценка          | Оценка          | Оценка          | Оценка          |
| Издание               | DOS             | PC              | PS              | Saturn          | SNES            |
| AllGame               | [ 8 ]           | [ 9 ]           |                 |                 | [ 10 ]          |
| EGM                   |                 |                 |                 | 7,37/10         | 7,62/10         |
| GamePro               |                 |                 | [ 4 ]           |                 |                 |
| GameSpot              |                 | 8,3/10          | 8,4/10          |                 |                 |
| IGN                   |                 |                 | 6/10            |                 |                 |
| Nintendo Power        |                 |                 |                 |                 | 3,6/5           |
| Русскоязычные издания |                 |                 |                 |                 |                 |
| Издание               | Оценка          | Оценка          | Оценка          | Оценка          | Оценка          |
| Издание               | DOS             | PC              | PS              | Saturn          | SNES            |
| Game.EXE              |                 | 70 %            |                 |                 |                 |
| «Игромания»           |                 |                 | [ 15 ]          |                 |                 |

В целом, игра получила положительные отзывы критиков. На сайте GameRankings средняя оценка составляет 74,10 % в версии для SNES, 73,70 % — для Saturn, 68 % — для PlayStation, и 66,50 % — для ПК. Несмотря на позитивную реакцию критиков, проекту не удалось повторить коммерческий успех предшественника.